# Tapin Tengah
Tapin Tengah (indonez. Kecamatan Tapin Tengah) – kecamatan w kabupatenie Tapin w prowincji Borneo Południowe w Indonezji.
Kecamatan ten graniczy od północy z kecamatanami Candi Laras Utara i Candi Laras Selatan, od wschodu z kecamatanami Bakarangan, Tapin Utara i Bungur, od południa z kecamatanami Tapin Selatan i Binuang, a od zachodu z kabupatenem Banjar.
W 2010 roku kecamatan ten zamieszkiwało 17 418 osób, z których 8 737 stanowili mężczyźni, a 8 681 kobiety. 17 413 osób wyznawało islam.
Znajdują się tutaj miejscowości: Andhika, Batang Lantik, Hiyung, Kepayang, Labung, Mandurian, Mandurian Hilir, Pandahan, Pandulangan, Papagan Makmur, Pematang Karangan, Pematang Karangan Hilir, Pematang Karangan Hulu, Sungai Bahalang, Serawi, Sukaramai i Tirik.